# Central Perk

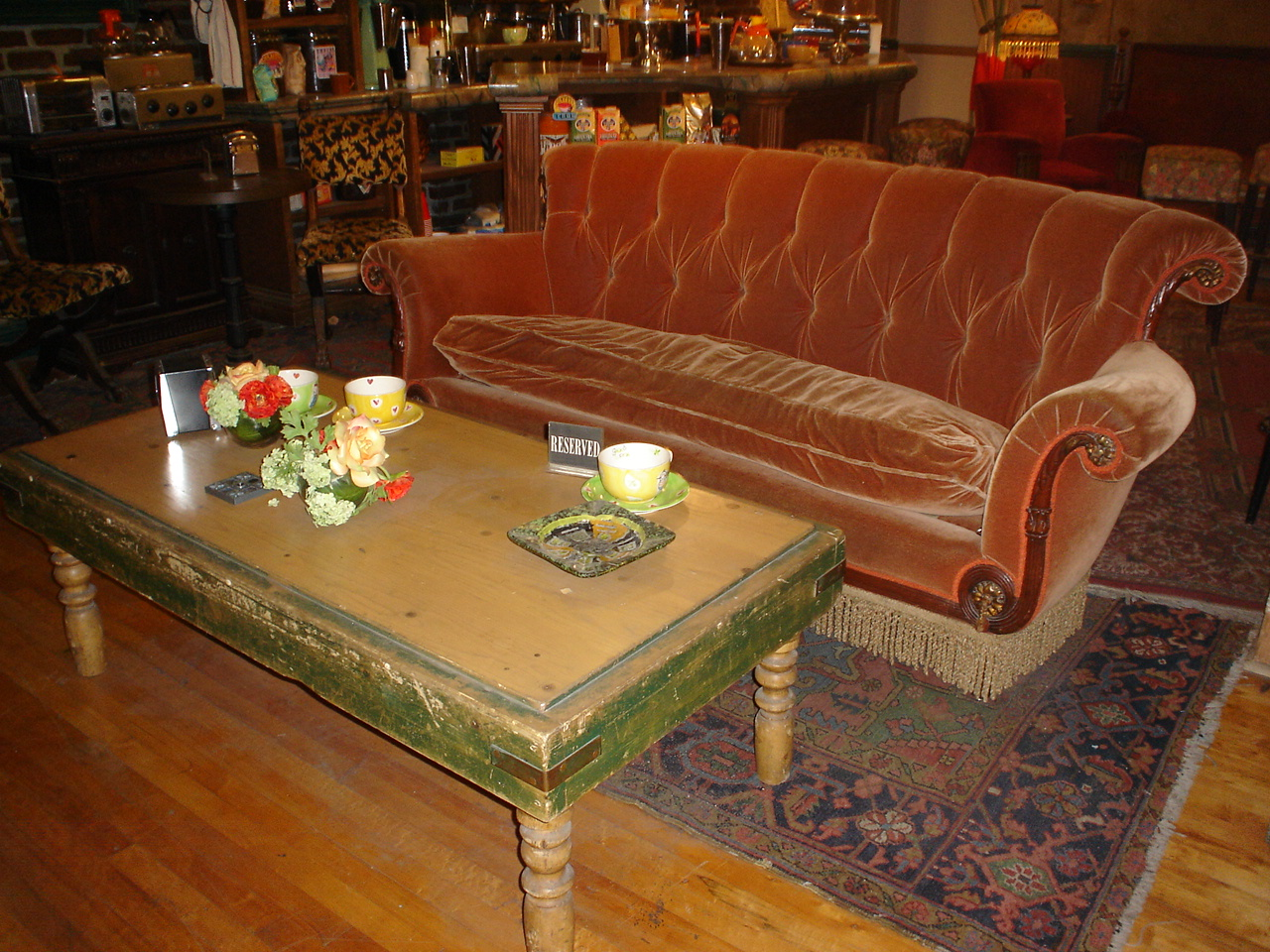
De sofa op de set van Central Perk

Central Perk is een fictief koffiehuis in Greenwich Village in New York. Het komt voor in de Amerikaanse sitcom Friends. Een groot deel van de serie speelt zich hier af.
De inrichting van Central Perk is altijd vrijwel hetzelfde. De bank, geflankeerd door de twee stoelen, en de tafel ervoor staan er altijd, dit vormt ook een plaats waar de friends vaak zitten. Enkele keren komen ze het koffiehuis binnenlopen en zijn die plaatsen bezet, en dan weten ze eigenlijk niet goed wat ze moeten doen.
De schilderijen die aan de muur hangen houden het doorgaans niet langer dan drie afleveringen uit, daarna hangen er andere schilderijen. Dit is overigens geen thema in de serie.

## Verleden
Gedurende de serie wordt duidelijk dat er niet altijd een koffiehuis heeft gestaan. Vlak voor de serie begon, is de bar die er eerst stond veranderd in een koffiehuis. In de bar (tijdens een flashback) meldt Ross dat zijn vrouw lesbienne is, en dat zijn huwelijk daardoor voorbij is. In de eerste aflevering van de serie (The One Where Monica Gets a Roommate) is Ross nog steeds niet van zijn vrouw gescheiden.

## Werknemers
Central Perk is eigendom van Terry, al is hij vrijwel nooit te zien. Volgens Rachel en Phoebe is hij een "jerk" (een klootzak). Hij laat het beheer van de bar het merendeel van de tijd over aan Gunther. Van de Friends werken achtereenvolgens Rachel en Joey in Central Perk.
Rachel vindt serveren eigenlijk maar niks en is bovendien niet gewend hard te werken. Ze maakt dan ook voortdurend fouten. Terry vindt haar zelfs zo slecht dat hij Gunther vraagt haar opnieuw te trainen.
Joey werkte in Central Perk omdat hij geld nodig had, maar moest uiteindelijk meer betalen dan hij verdiende omdat hij knappe vrouwen steeds gratis muffins gaf. Toen hij ontslag nam vergat hij Gunther hierover in te lichten, maar toen Gunther doorhad dat Joey er niet meer werkte zei hij Good, because I was gonna fire you anyway.

## Artiesten
Phoebe speelt vaak haar liedjes in het koffiehuis. De meeste mensen waarderen haar liedjes niet heel erg, vanwege het gebrek aan muzikale kwaliteit, maar ook vanwege de onderwerpen waar ze over zingt en haar woordkeuze. Ook Ross speelt in een aflevering op zijn keyboard in het koffiehuis, maar is zo mogelijk nog slechter. Bij hem verlaten de klanten ook daadwerkelijk de uitgaansgelegenheid. In een aflevering wordt Phoebe vervangen door een professionele zangeres, ingehuurd door Terry. Dit blijkt ook nog een oud collega van Phoebe te zijn. Later is die zangeres weer weg en zingt Phoebe weer gewoon in het koffiehuis.

## Trivia
- Central Perk is 97 stappen van het appartement van Joey. Dit heeft Joey een keer uitgeteld, omdat Chandler niet geloofde dat het minder dan honderd stappen kost om er te komen. (Zie: The One with George Stephanopoulos)

Bedenkers: Marta Kauffman · David Crane 

Friends: Rachel Green (Jennifer Aniston) · Monica Geller (Courteney Cox) · Ross Geller (David Schwimmer) · Phoebe Buffay (Lisa Kudrow) · Chandler Bing (Matthew Perry) · Joey Tribbiani (Matt LeBlanc)

Nevenpersonages: Gunther (James Michael Tyler) · Janice Litman-Goralnick (Maggie Wheeler) · Mike Hannigan (Paul Rudd) · Ben Geller (Cole Sprouse) · Jack Geller (Elliott Gould) · Judy Geller (Christina Pickles)

Titelsong: The Rembrandts - I'll Be There for You 

Spin-off: Joey (afleveringen)

Overig: Central Perk · gastrollen · afleveringen